# Rotrüfner
Rotrüfner är en bergstopp i Schweiz.   Den ligger i distriktet Wahlkreis Sarganserland och kantonen Sankt Gallen, i den östra delen av landet, 140 km öster om huvudstaden Bern. Toppen på Rotrüfner är 2 462 meter över havet, eller 188 meter över den omgivande terrängen. Bredden vid basen är 2,7 km.
Terrängen runt Rotrüfner är huvudsakligen bergig, men åt nordväst är den kuperad. Närmaste större samhälle är Flums, 11,7 km norr om Rotrüfner. 
Trakten runt Rotrüfner består i huvudsak av gräsmarker. Runt Rotrüfner är det ganska glesbefolkat, med 27 invånare per kvadratkilometer.